# Reacție concertată
Reacția concertată este acea reacție organică în timpul căreia ruperea (heteroliza sau homoliza) și formarea legăturilor covalente are loc într-o singură etapă, astfel că nu există intermediari de reacție. Se spune despre aceste reacții că se desfășoară printr-un „mecanism concertat”. Câteva exemple de reacții concertate sunt: reacțiile periciclice, substituția nucleofilă bimoleculară (SN2) și unele reacții de transpoziție (de exemplu, transpoziția Claisen).

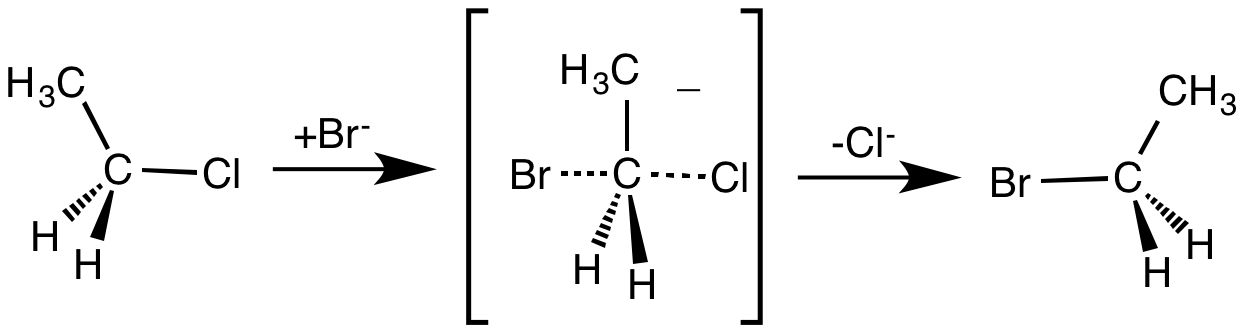
Substituția nucleofilă bimoleculară a unui anion bromură cu cloroetan, în care se observă faptul că reacția este concertată. Se observă, de asemenea, și starea de tranziție și stereochimia reacție conform inversiei Walden.

## Caracteristici
În locul intermediarilor de reacție, în reacțiile concertate avem doar o stare de tranziție, asemănător unui complex activat, care evoluează spre formarea produșilor de reacție.